# John Tilbury
John Tilbury (ur. 1 lutego 1936) – brytyjski pianista, improwizator.
Jako zwycięzca stypendium studiował fortepian w Royal College of Music u Arthura Alexandra, a następnie u Jamesa Gibba. Dzięki stypendium polskiego rządu studiował później w Warszawie u Zbigniewa Drzewieckiego razem z Zygmuntem Krauze. W 1968 wygrał konkurs muzyki współczesnej Gaudeamus w Holandii i od tego czasu skoncentrował się na wykonywaniu muzyki współczesnej, muzyki eksperymentalnej i awangardowej. 
Współpracował z wieloma współczesnymi kompozytorami, jak choćby David Bedford, Howard Skempton, Dave Smith, Michael Parsons, John White, Morton Feldman, John Cage, Christian Wolff, Terry Riley oraz Cornelius Cardew, którego biografię napisał. Jest też ceniony za interpretacje dzieł Mortona Feldmana, zebranych w imponującym, czteropłytowym wydawnictwie All Piano. Dzięki specjalizacji w wykonaniach współczesnej pianistyki awangardowej jest często porównywany z Davidem Tudorem.
Tilbury nie ogranicza się tylko do muzyki poważnej, czy też "akademickiej", ale regularnie współpracuje z muzykami ze sceny improwizowanej – od roku 1980 jest członkiem legendarnej formacji AMM (wraz z Eddiem Prévostem i Keithem Rowe), ostatnio współpracował z elektroniczną supergrupą MIMEO, a rezultatem tego spotkania jest szeroko ceniona płyta The Hands of Caravaggio firmowana przez MIMEO/John Tilbury.
John Tilbury jest też znany z ostrej (i kontrowersyjnej) krytyki USA za wyzyskującą innych, agresywną, indywidualistyczną kulturę, która nastawiona jest na zdominowanie innych kultur, siłowe narzucanie się, pod groźbą unicestwienia. Uważając się osobiście współodpowiedzialnym za brak oporu dla amerykańskiej propagandy zadeklarował, że nie będzie występował w USA – miał to być gest braku akceptacji dla amerykańskiego ekspansjonizmu. Swą krytykę opublikował na łamach magazynu Wire, wszczynając w ten sposób publiczną dyskusję na temat relacji twórców kultury do polityki, za co był zarówno chwalony przez oponentów amerykańskiej "walki z globalnym terroryzmem", jak i personalnie atakowany przez osoby dostrzegające brak konkretów w jego argumentacji. Tilbury uważa wręcz, że człowiek pracujący dla agencji, które są odpowiedzialne za opresyjne działania rządu USA, może "łagodzić" swoje sumienie słuchając jego muzyki. Podobnie jak oficerowie SS, którzy mieli wyszukane gusta artystyczne – nie przeszkadzało im to uczestniczyć w aparacie zagłady.

## Wybrane albumy
- 1988 - John Tilbury Dave Smith's First Piano Concert - Matchless
- 1996 - John Tilbury Howard Skempton: Well, Well, Cornelius - Sony Classical
- 1996 - John Tilbury "Cornelius Cardew: Piano Music 1959~70" - Matchless
- 1998 - Such The Issue at Hand (Yoshikazu Iwamoto, John Tilbury, Eddie Prévost) 2CD - Matchless
- 1999 - John Tilbury, Evan Parker Two Chapters and an Epilogue - Matchless
- 2000 - John Tilbury Morton Feldman: All Piano 4CD - LondonHALL
- 2002 - MIMEO / John Tilbury The Hands of Caravaggio - Erstwhile
- 2002 - John Tilbury, Christian Wolff, Eddie Prévost Christian Wolff: Early Piano Music (1951-1961) - Matchless
- 2003 - Keith Rowe, John Tilbury Duos for Doris - Erstwhile
- 2004 - John Tilbury, Eddie Prévost Discrete Moments - Matchless
- 2005 - John Tilbury Plays Samuel Beckett - Matchless
- 2005 - John Tilbury Barcelona Piano Solo - Rossbin
- 2005 - Marcus Schmickler, John Tilbury Variety - A-Musik

## W prasie
- "The Wire", numer 230 (kwiecień 2003), strona 12 - profil Johna Tilbury'ego autorstwa Briana Olewnicka
- "Fluid", numer 57 (listopad 2005), strony 70-72 - wywiad z Johnem Tilburym przeprowadzony przez Jacka Skolimowskiego. Przedruk w diapazon.pl